# Jason Dressler
Jason Dressler (* 17. Mai 1976) ist ein ehemaliger kanadisch-deutscher Basketballspieler.

## Laufbahn
Dressler spielte von 1992 bis 1997 an der University of Toronto und war dort Mannschaftskamerad seines Zwillingsbruders Lars. Die beiden Brüder stammen aus Mississauga in der kanadischen Provinz Ontario. Jason Dressler, ein zwei Meter großer Flügelspieler, wechselte nach dem Studium nach Deutschland. Er spielte in der Saison 1997/98 zunächst für den Bundesligisten Basket Bayreuth, wurde dann aussortiert. Er blieb bis Mitte November 1997 in Bayreuth, im folgenden Saisonverlauf spielte er mit dem TV 1862 Langen in der 2. Basketball-Bundesliga Süd. Es blieb seine einzige Saison im Berufsbasketball. Sein Zwillingsbruder Lars spielte 1997/98 für die Paderborn Baskets in der 2. Bundesliga Nord.